# Oliarus incisa
Oliarus incisa är en insektsart som beskrevs av Bierman 1908. Oliarus incisa ingår i släktet Oliarus och familjen kilstritar. Inga underarter finns listade i Catalogue of Life.